# 알렉산더 프라스
알렉산더 프라스(독일어: Alexander Prass, 2001년 5월 26일 ~ )는 오스트리아의 프로 축구 선수로, 분데스리가의 TSG 호펜하임과 오스트리아 국가대표팀에서 중앙 미드필더 또는 레프트 윙백으로 활약하고 있다.

## 구단 경력
오버외스터라이히주 헬몬쇠드트에서 태어난 프라스는 LASK에서 청소년 선수로 경력을 시작했다. 2009년과 2010년 사이에 그는 LASK로 돌아가기 전에 유니오즈 OÖ에서 뛰었다. 2012-13년 시즌 동안 그는 레드불 잘츠부르크의 청소년 팀으로 옮겼고, 나중에 아카데미에서도 뛰었다.
2019년 3월, 그는 잘츠부르크 피더팀 리퍼링의 SK 포어베르츠 스티어와의 경기에 처음으로 출전했지만 출전하지 않았다. 그는 같은 달 아우스트리아 빈 II와의 경기에서 카림 아데예미와 87분 교체 투입되며 리퍼링 데뷔 전을 치렀다. 리퍼링에서 2년 반 동안, 그는 총 59번의 2부 리그 경기에 출전하여 12골을 넣었다.
2021-22년 시즌에 그는 분데스리가의 슈투름 그라츠로 이적하여 2024년 6월까지 계약을 맺었고, 2022년 7월에 1년 연장하여 2024-25년 시즌이 끝날 때까지 그를 클럽에 머물게 했다.

## 국가대표팀 경력
프라스는 2018년 10월 9일 스위스를 상대로 오스트리아 U-18 국가대표팀 데뷔 전을 치렀다. 그는 이틀 후 또 다른 국제 경기에서 같은 상대를 상대로 첫 골을 넣었다. 그는 2019년 10월 웨일스를 상대로 U-19 국가대표팀 데뷔 전을 치렀다.
프라스는 2021년 사우디아라비아를 상대로 처음으로 U-21 국가대표팀에서 뛰었다.
2022년 11월, 그는 안도라와의 경기에서 오스트리아 국가대표팀 데뷔 전을 치르며 처음으로 성인 국가대표팀에 차출되었다.